# Regio's van China
Dit artikel geeft de regio's van China weer.
| Regio's                      | Kaartkleur | Traditioneel Chinees | Vereenvoudigd Chinees | Pinyin   |
| ---------------------------- | ---------- | -------------------- | --------------------- | -------- |
| Noord-China/Huabei           |            | 華北                 | 华北                  | Huáběi   |
| Noordoost-China/Dongbei      |            | 東北                 | 东北                  | Mănzhōu  |
| Oost-China/Huadong           |            | 華東                 | 华东                  | Huádōng  |
| Zuid-Centraal-China/Zhongnan |            | 中南                 | 中南                  | Zhōngnán |
| Zuidwest-China/Xinan         |            | 西南                 | 西南                  | Xīnán    |
| Noordwest-China/Xibei        |            | 西北                 | 西北                  | Xīběi    |

Noordoost-China (Dongbei) · Noord-China (Huabei) · Oost-China (Huadong) · Zuid-Centraal-China (Zhongnan) · Noordwest-China (Xibei) · Zuidwest-China (Xinan)